# 1423
سنة 1423 كانت سنة بسيطة تبدأ يوم الجمعة (الرابط يظهر نموذج التقويم الكامل للسنة) من التقويم اليولياني.

## أحداث
- 29 يوليو: تأسيس مدينة وودج وتقع حاليا في بولندا.
- بداية الحروب اللومباردية في 1423 والتي انتهت في 1454.

## مواليد
- فرديناندو الأول ملك نابولي

## وفيات
- ديك ويتينغتون